# Wikipedia en lituano
La Wikipedia en lituano es la versión en lituano de Wikipedia, iniciada en mayo de 2003.

## Fechas importantes
- 14 de octubre de 2004: alcanza los 1000 artículos.
- 14 de diciembre de 2005: alcanza los 10 000 artículos.
- 23 de mayo de 2006: alcanza los 20 000 artículos.
- 6 de septiembre de 2006: alcanza los 30 000 artículos.
- 28 de febrero de 2007: alcanza los 40 000 artículos.
- 1 de agosto de 2007: alcanza los 50 000 artículos.
- 25 de enero de 2008: alcanza los 60 000 artículos.
- 14 de septiembre de 2008: alcanza los 70 000 artículos.
- 22 de enero de 2009: alcanza los 80 000 artículos.
- 3 de agosto de 2009: alcanza los 90 000 artículos.
- 18 de enero de 2010: alcanza los 100 000 artículos.
- 22 de octubre de 2010: alcanza los 120 000 artículos.
- 19 de octubre de 2011: alcanza los 140 000 artículos.
- 30 de julio de 2013: alcanza los 160 000 artículos.
- 10 de noviembre de 2016: alcanza los 180 000 artículos.
- 13 de junio de 2020: alcanza los 200 000 artículos.
- 28 de mayo de 2023: alcanza los 210 542 artículos.